# داره یه اتفاقایی میفته
داره یه اتفاقایی میفته (به هندی: कुछ कुछ होता है «کوچ کوچ هوتاهه») یا معجزهٔ احساس یک فیلم کمدی رمانتیک درام مربوط به سن بلوغ به کارگردانی کاران جوهر و بازی زوج محبوب بالیوود، شاهرخ خان و کاجول درنقش‌های اصلی پس از فیلم‌های بازیگر، کاران آرجون، دلشکستهٔ شجاع عروس را می‌برد است. رانی موکرجی در نقش مکمل بازی می‌کند و سلمان خان تا حدی حضور افتخاری دارد. اما این فیلم به اعتقاد بسیاری از منتقدان از روی فیلم دام والدین ساخته شده‌است.
این فیلم درهند، اسکاتلند و موریس فیلمبرداری شده‌است و یکی از اهداف کاران جوهر در فیلم اولش این بود که سطح جدیدی را در استایل فیلم‌های هندی به وجودبیاورد. این فیلم ترکیب دو مثلث عشقی با سال‌ها اختلاف و همچنین تلاش دختری است که می‌خواهد پدرش با دوست دوران کالجش ازدواج کند.
این فیلم به شدت در هند و خارج آن موفق بود و تبدیل به پرفروش‌ترین فیلم هندی سال شد و همچنین اولین فیلم بالیوودی بود که وارد ده فیلم برتر در بریتانیا شد. آلبوم موسیقی فیلم بیشترین فروش را در سال داشت و فیلم جوایز زیادی از جوایز فیلم فیر و سایر جشنواره‌ها گرفت، همچون؛ بهترین فیلم از جشنواره‌های فیلم فیر، نشنال فیلم اواردز، زی سینه اواردز، اسکرین اواردز و بالیوود مووی اواردز.

## داستان
راهول کانا (شاهرخ خان) و آنجلی شرمای تام‌بوی (کاجول) بهترین دوستان یکدیگر در کالج هستند. دختر زیبای مدیر مدرسه آقای ملهوترا (انوپم کهیر) که تینا (رانی موکرجی) نام دارد، از دانشگاه آکسفورد در لندن به آنجا می‌آید تا مدرکش را بگیرد. او با راهول و آنجلی دوست می‌شود. آنجلی می‌فهمد که راهول را دوست دارد. می‌خواهد به او بگوید اما پیش از آنکه آنجلی حرفی بزند راهول به او می‌گوید تینا را دوست دارد. آنجلی شرما دلشکسته از راهول خداحافظی می‌کند و برای همیشه از زندگی آن دو بیرون می‌رود و تینا برای اولین بار احساس می‌کند بین آن دو قرار گرفته. پس از پایان کالج، تینا و راهول با هم ازدواج می‌کنند و پس از یک سال صاحب یک فرزند دختر می‌شوند. تینا که به دلیل عوارض بعد از بارداری در آستانهٔ مرگ است و وقت کمی دارد برای دخترش هشت نامه می‌نویسد تا هر سال در تولدش یکی از نامه‌ها را بخواند. تینا همچنین قبل از مرگ از راهول می‌خواهد اسم دخترشان را آنجلی بگذارند.
هشت سال بعد، راهول هنوز مجرد است و همراه دختر و مادرش (فریده جلال) زندگی می‌کند. آنجلی کوچک در هشتمین سالگرد تولدش، آخرین و مهم‌ترین نامهٔ مادرش را می‌خواند که از او خواسته آنجلی شرما را به زندگی پدرش برگرداند. از طرفی آنجلی پس از سال‌ها رفتار و پوشش پسرانه را کنار گذاشته و با امن مهرا (سلمان خان) نامزد کرده‌است. آنجلی شرما به مادرش توضیح می‌دهد که در واقع امن را دوست ندارد و به عنوان تنها راه، با او ازدواج می‌کند و در واقع بعد از ازدست‌دادن راهول به کس دیگری علاقه‌مند نمی‌شود. آنجلی کوچک و مادربزرگش می‌فهمند که آنجلی شرما به یک اردوی تابستانی می‌رود. آن‌ها هم به آنجا می‌روند و دو آنجلی با هم ملاقات می‌کنند. آنجلی شرما به‌طور اتفاقی متوجه می‌شود که تینا مرده‌است و آنجلی دختر راهول است. راهول که به دنبال دخترش به اردوگاه آمده، پس از سال‌ها آنجلی را می‌بیند و پس از مدتی با نقشهٔ آنجلی کوچک، ناخواسته به او علاقه‌مند می‌شود. اما آنجلی که به خاطر آورده نامزد دارد، احساس گناه کرده و علاقه‌اش را باز هم اعتراف نمی‌کند و راهول هم این فرصت را پیدا نمی‌کند چون امن به دنبال آنجلی آمده و راهول به آنجلی برای نامزدی‌اش تبریک می‌گوید. آنجلی که فکر می‌کند راهول دوباره او را پس زده، ازدواجش را جلو می‌اندازد و از اردوگاه می‌رود.
راهول در رویایش تینا را می‌بیند که آنجلی را به او نشان می‌دهد پس به همراه دختر و مادرش به عروسی آنجلی می‌رود و در سکوت به آنجلی اعتراف می‌کند که دوستش دارد. هنگام آمدن برای مراسم عروسی، امن متوجه تردید و اشک درون چشم‌های آنجلی می‌شود و می‌فهمد او همیشه راهول را دوست داشته پس آن دو را به هم می‌رساند. در طول مراسم عروسی، آنجلی کوچک چشم‌اندازی از مادرش را می‌بیند که به او لبخند می‌زند و شستش را به نشانهٔ آفرین بالا آورده‌است.

## بازیگران
- شاهرخ خان درنقش راهول کانا
- کاجول در نقش آنجلی شرما
- رانی موکرجی در نقش تینا ملهوترا
- سلمان خان درنقش امن مهرا
- سنا سعید درنقش آنجلی کانا
- فریده جلال درنقش مادر راهول
- ریما لاگو در نقش مادر آنجلی شرما
- انوپم کهیر درنقش پدر تینا
- آرچانا پوران سینگ درنقش خانم برگینزا
- جانی لور درنقش المدا مدیر اردوگاه

## تولید
کاران جوهر از همان زمان که در کنار شاهرخ خان و کاجول در فیلم دلشکستهٔ شجاع عروس را می‌برد به کارگردانی آدیتیا چوپرا نقش کوتاهی داشت، تصمیمش را برای بازیگران اصلی گرفته بود اما پیدا کردن بازیگر برای نقش تینا طول کشید. او این نقش را در ذهنش برای توئینکل کانا نوشته بود اما او نقش را رد کرد. بازیگران دیگری مانند تابو، اورمیلا ماتندکار، آیشواریا رای، وکاریشما کاپور هم نقش را رد کردند. در نهایت به پیشنهاد شاهرخ خان کارگردان رانی موکرجی را انتخاب کرد، فیلمنامه را خواند و قبول کرد در فیلم بازی کند چون می‌خواست یک ستاره باشد. نقش امن مهرا را هم سیف علی‌خان رد کرد.

## فیلمبرداری
در حین فیلمبرداری آهنگ «یه لرکاهه دیوانا (این پسره دیوونه است)» کاجول که سوار دوچرخه بود، کنترلش را از دست داد و با صورت زمین‌خورد و علاوه بر از دست دادن هوشیاری‌اش، زانویش هم زخمی شد. کاجول در تلویزیون اظهار داشت که این حادثه به یادماندنی‌ترین بخش فیلم کوچ کوچ هوتاهه برای اوست چون آن را به خاطر نمی‌آورد! همچنین هنگامی‌که کارگردان می‌خواست صحنهٔ ملاقات راهول و آنجلی پس ازسال‌ها را فیلمبرداری کند، از آنها خواست واکنش‌هایشان را تمرین کنند و مخفیانه از تمرین آن دو فیلم گرفت و همان صحنه را در فیلم گذاشت.

## لیست آهنگ‌ها
| شماره# | شعر                                              | خواننده(ها)                                    | مدت  |
| ------ | ------------------------------------------------ | ---------------------------------------------- | ---- |
| ۱      | کوچ کوچ هوتا هه (داره یه اتفاقایی میفته)         | آلکا یاگنیک، اودیت نارایان                     | ۴:۵۶ |
| ۲      | کوی میل گایا (کسی راپیداکردم)                    | آلکا یاگنیک، اودیت نارایان، کاویتا کریشنامورتی | ۷:۱۶ |
| ۳      | سجن جی گر آیی (داماد به خونه اومده)              | کاویتا کریشنامورتی، آلکا یاگنیک، کومارسانو     | ۷:۱۴ |
| ۴      | کوچ کوچ هوتا هه (غمگین)                          | آلکا یاگنیک                                    | ۱:۲۶ |
| ۵      | یه لرکاهه دیوانا (این پسره دیوونه است)           | آلکا یاگنیک، اودیت نارایان                     | ۶:۳۶ |
| ۶      | توجهه یادنا مری آیی (تو مرا به یاد نمی‌آوری)      | اودیت نارایان، آلکا یاگنیک، منپریت اختر        | ۷:۰۳ |
| ۷      | راگوپاتی راگاو                                   | آلکا یاگنیک، شانکر ماهدوان                     | ۲:۰۵ |
| ۸      | لرکی بری انجانی هه (این دختره که برام غریبه شده) | کومارسانو، آلکا یاگنیک                         | ۶:۲۳ |

## انتقادات
در مقایسهٔ این فیلم با فیلم دل دیوانه است در سال ۱۹۹۷، نیکات کاظمی از تایمز آف ایندیا ۳٫۵ ستاره از ۵ ستاره به فیلم داد. او به خصوص اجرای کاجول را پسندید و فکر می‌کرد که جذابیت فیلم برای بینندگان رومانتیک و جوان به دلیل «محیط ام تی وی» و «چاشنی‌های روز ولنتاین» فیلم است. اما در جنبهٔ منفی فیلم نوشت: «فیلم در قسمت دوم به درون دریایی از احساسات فرومی‌رود. مردم زیادی کمی بیش از حد گریه می‌کنند.» انیش کانا از پلانت بالیوود به فیلم ۹٫۵ از ۱۰ ستاره داد و آن را «سینمای تماماً رؤیایی در بهترین حالت آن» خواند. او فیلمبرداری، رقص آرایی، دکوراسیون و اجرای کاجول و همچنین زوج قدرتمند شاهرخ خان و کاجول را تحسین کرد. در کل گفت: «کاران جوهر کارگردانی تأثیرگذاری در اولین اثرش داشته‌است. فیلمنامهٔ خوبی دارد و می‌داند چگونه یک فیلم با سبک بسازد.»

## جوایز

### نشنال فیلم اواردز
- برنده: بهترین فیلم مشهور تفریحی سالم
- برنده: بهترین خواننده زن: آلکا یاگنیک: کوچ کوچ هوتاهه

### جوایز فیلم فیر
- برنده: بهترین فیلم
- برنده: بهترین کارگردان (کاران جوهر)
- برنده: جایزه فیلم فیر برای بهترین بازیگر مرد: شاهرخ خان
- برنده: بهترین بازیگرزن: کاجول
- برنده: بهترین بازیگر نقش مکمل زن: رانی موکرجی
- برنده: بهترین بازیگر نقش مکمل مرد: سلمان خان
- برنده: بهترین کارگردانی هنری
- برنده: بهترین فیلمنامه
- نامزد: بهترین کارگردانی موسیقی
- نامزد: بهترین کمدین: انوپام کر
- نامزد: بهترین کمدین: آرچانا پوران سینگ
- نامزد: بهترین کمدین: جانی لور
- نامزد: بهترین خواننده مرد: کومارسانو: لرکی بری انجانی هه
- نامزد: بهترین خواننده مرد: اودیت نارایان: کوچ کوچ هوتاهه
- نامزد: بهترین خواننده زن: آلکا یاگنیک: کوچ کوچ هوتاهه
- نامزد: بهترین شعر: سمیر: لرکی بری انجانی هه
- نامزد: بهترین شعر: سمیر: کوچ کوچ هوتاهه

### اسکرین اواردز
- برنده: بهترین فیلم
- برنده: بهترین کارگردان
- برنده: بهترین کمدین: آرچانا پوران سینگ
- برنده: بهترین کارگردانی موسیقی

### زی سینه اواردز
- برنده: بهترین فیلم
- برنده: بهترین کارگردان (کاران جوهر)
- برنده: بهترین بازیگر مرد: شاهرخ خان
- برنده: بهترین بازیگرزن: کاجول
- برنده: بهترین بازیگر نقش مکمل زن: رانی موکرجی
- برنده: بهترین کارگردانی موسیقی
- برنده: بهترین خواننده زن: آلکا یاگنیک: کوچ کوچ هوتاهه
- برنده: بهترین شعر: سمیر: کوچ کوچ هوتاهه
- برنده: چهره جدید سال: رانی موکرجی (همچنین برای غلام)

### بالیوود مووی اواردز
- برنده: بهترین فیلم
- برنده: بهترین کارگردان
- برنده: بهترین کارگردانی موسیقی
- برنده: بهترین بازیگر مرد: شاهرخ خان
- برنده: بهترین بازیگرزن: کاجول
- برنده: بهترین خواننده زن: آلکا یاگنیک: کوچ کوچ هوتاهه
- برنده: بهترین خواننده مرد: اودیت نارایان: کوچ کوچ هوتاهه
- برنده: بهترین طراحی لباس
- برنده: بهترین فیلمنامه
- برنده: بهترین رقص آرایی: فرح خان